# 伊波阿國家公園

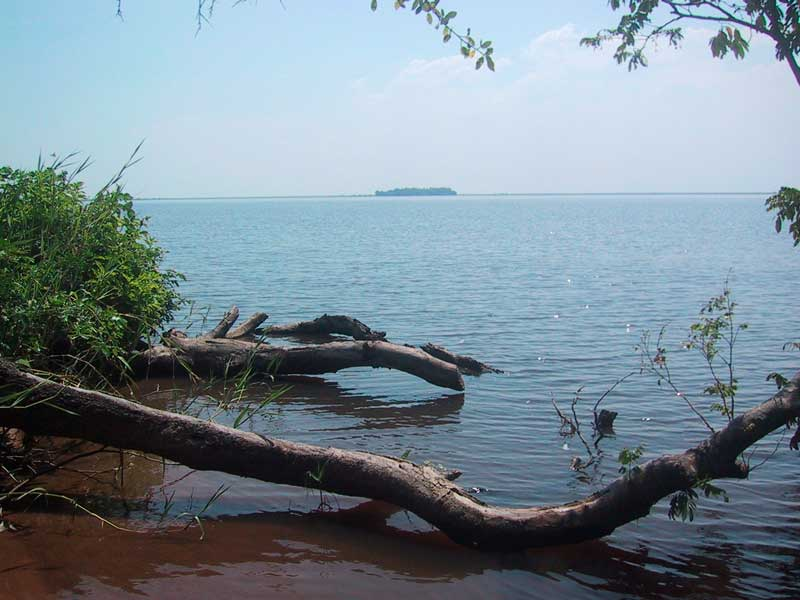

25°54′41″S 57°25′44″W / 25.91139°S 57.42889°W
伊波阿國家公園（西班牙語：Parque nacional Ypoá），是巴拉圭的國家公園，位於該國西部巴拉瓜里省、中央省和涅恩布庫省，距離亞松森150公里，成立於1992年5月29日，面積1,000平方公里。